# Mount Tuve
Mount Tuve ist ein 935 m hoher Berg an der Bryan-Küste des westantarktischen Ellsworthlands. Er ragt aus den Eismassen unmittelbar südlich der Basis der Wirth-Halbinsel auf.
Teilnehmer der US-amerikanischen Ronne Antarctic Research Expedition (1947–1948) entdeckten ihn. Expeditionsleiter Finn Ronne benannte ihn nach dem US-amerikanischen Geophysiker Merle Antony Tuve (1901–1982), der als Direktor des Department of Terrestrial Magnetism die Forschungsreise mit Messinstrumenten ausgestattet hatte.